# Prionomelia
Prionomelia là một chi bướm đêm thuộc họ Geometridae.